# Bois d'aviation

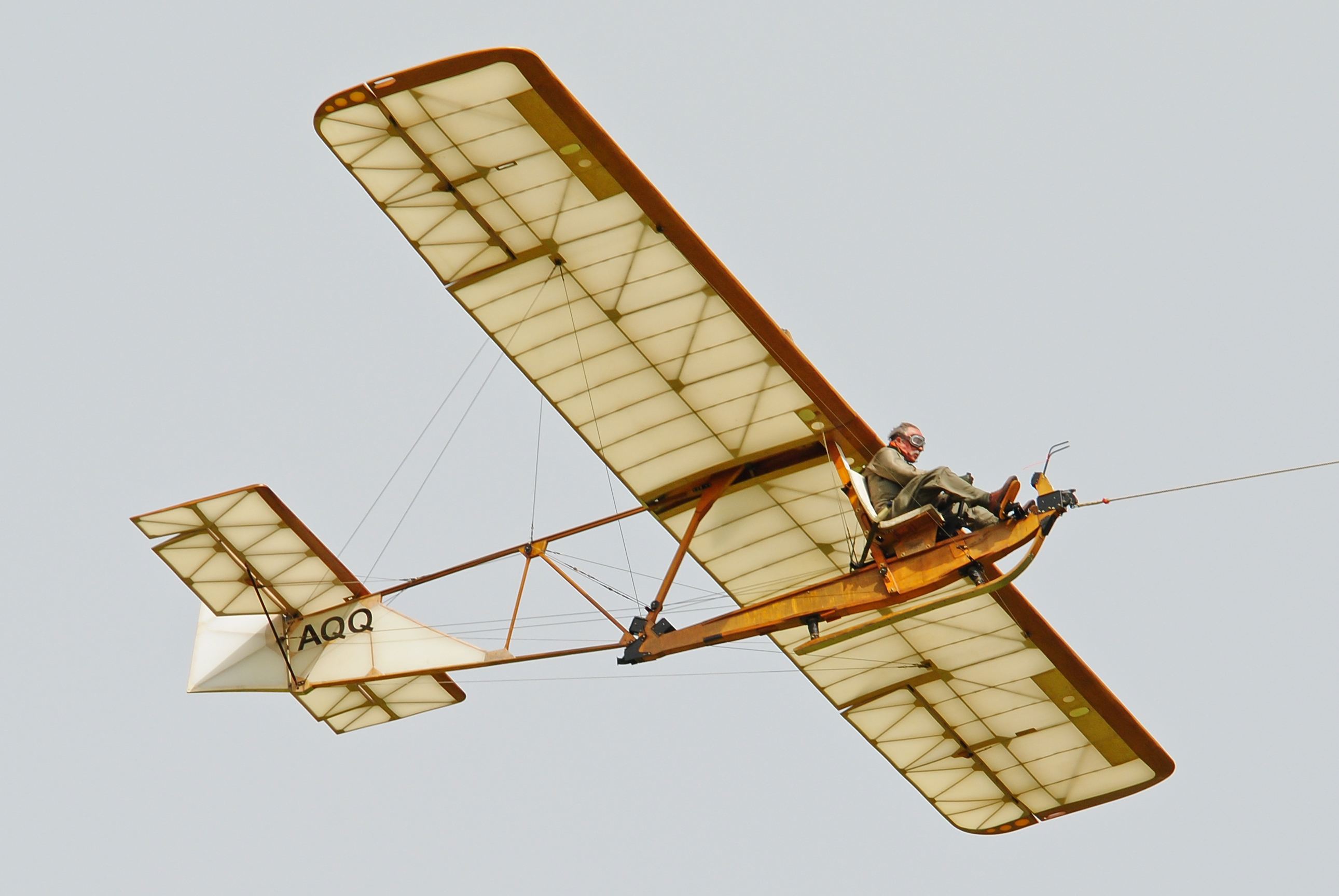
Elliotts Primary EoN SG-38 Primary glider- Shuttleworth Flying Day - Juin 2013

Le bois présentant un bon rapport résistance/poids a été utilisé dans les premiers aérodynes, jusqu'aux avions biplans des années 1950, ce que l'on appelle bois d'aviation. Dès les années 1910, des avions monocoques en bois apparaissent, conçus en contreplaqué moulé.

## Critère de sélection du bois
Les principaux critères de sélection des matériaux pour les premiers avions (des premières inventions, jusqu'à 1920) étaient le poids minimum et la résistance structurelle maximale. Les premiers avions ont été conçus pour être légers et solides. À l'époque, le meilleur matériau pour atteindre l'exigence de résistance à la contrainte était le bois,.
Le bois était est un choix « naturel »: sans façonnage, le bois fait aussi bien que l'acier fortement formé: sa structure cellulaire lui confère une microforme interne, augmentant les performances du matériau en flexion ; la métallurgie et les technologies d'assemblage associées de la fin du XIXe siècle et du début du XXe siècle n'étaient pas à la hauteur du défi de fournir aux constructeurs d'avions une structure légère à haute résistance ; le bois enfin était le matériau à partir duquel la plupart des autres structures de transport contemporaines étaient fabriquées.

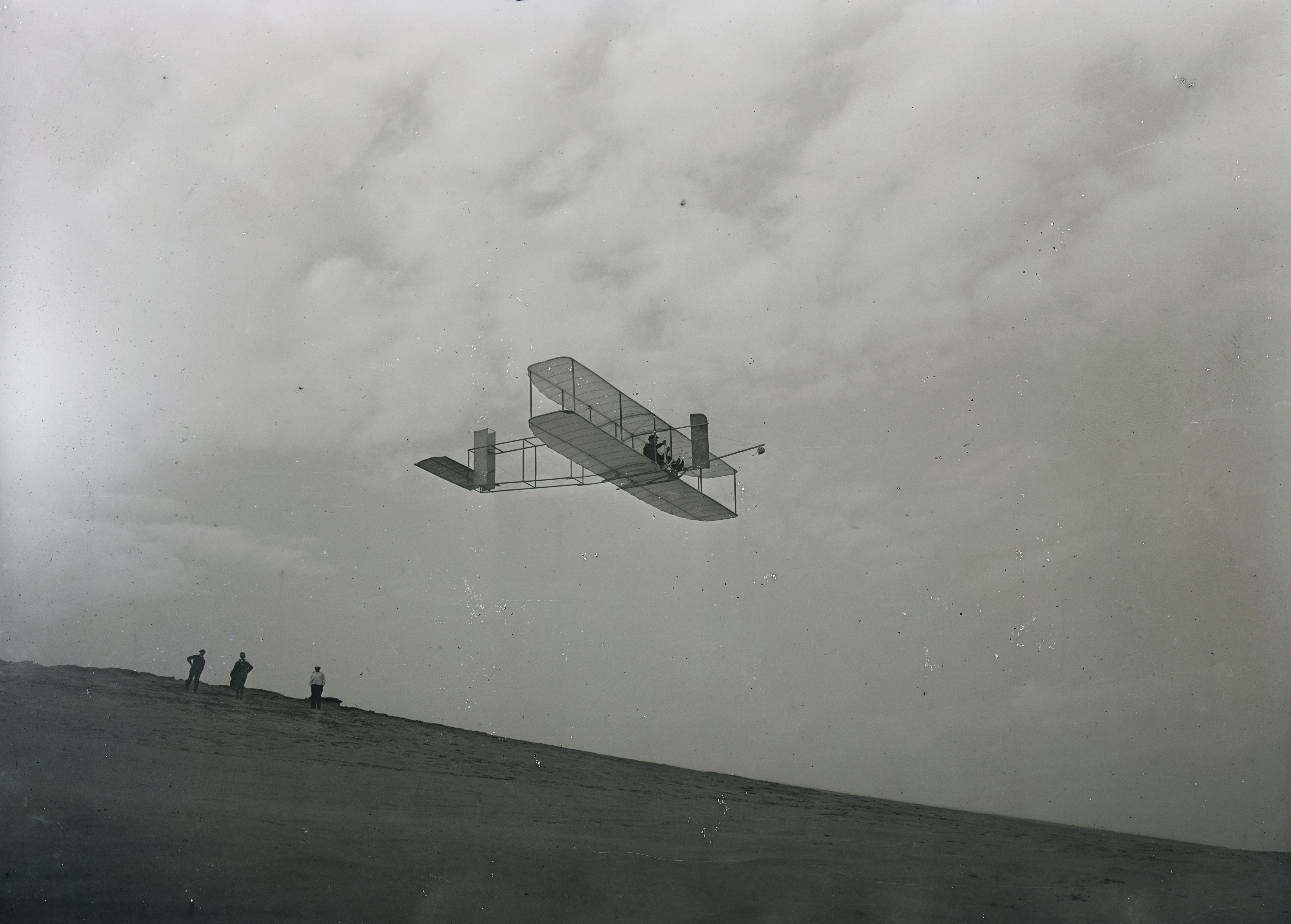
1911 Wright flyer

Pendant les 25 premières années de l'aviation, la cellule des avions était une structure en bois contreventée par du fil de fer et recouverte de tissu traité avec des vernis. Orville et Wilbur Wright utilisèrent l'épinette blanche et par la suite, ce fut l'épicéa de Sitka qui fut le matériau de structure le plus apprécié, en raison de son bois fin droit de fil, comportant en outre peu de nœuds. Le revêtement en tissu traité était généralement en laine ou en coton (madapolam), tissé serré, recouvert d'un enduit de tension appelé « dope » en anglais. Cette manière de construire se retrouvera jusque dans les années 1920, dans les planeurs école en bois, câbles et tissu qui seront le moyen simple par lequel n'importe qui pourra apprendre à voler.
Par la suite, et jusque dans les années 1920, à l'exception du moteur, des attaches et des câbles, les premiers avions avaient très peu de métal dans leur structure. Les alliages d'aluminium forgés qui n'étaient pas disponibles dans des états de trempe qui permettrait une utilisation dans la structure primaire des avions, pourront toutefois être utilisée dans la structure secondaire.
Les bois étaient la plupart du temps assemblés par collage. Les premiers adhésifs étaient des colles dérivées de protéines naturelles (colle animale et colle de sang principalement). La résistance relativement faible du bois était en corrélation avec ces colles de faible résistance ; une mesure courante de la qualité de l'adhérence à l'époque était la capacité de l'assemblage à se rompre, principalement dans le substrat en bois plutôt que dans la plan de collage. Les progrès dans la conception et la performance des avions étaient si rapides qu'ils n'avaient pas le temps de vieillir et de se dégrader, avant d'être éclipsés par des modèles plus rapides, plus sûrs et moins chers, la faible pérennité des avions n'étais pas véritablement inquiétante.
L'utilisation la plus courante de la colle sur les avions à partir de 1910 ira à la fabrication de contreplaqué et particulièrement de contreplaqué moulé dans les avions monocoques en bois, et pendant la Seconde Guerre mondiale dans toutes les applications de contreplaqué moulé susceptibles de remplacer l'aluminium, qui était devenu un matériau stratégique .Les avions en bois collé demeurèrent répandus jusqu'aux années 1920 et 1930, ne furent pas rares dans les années 1940 et volèrent dans une utilisation quotidienne jusque dans les années 1950 et 1960.
Pendant la Seconde Guerre mondiale le bois ne fut utilisé dans l'aviation que parce qu'il permettait d'exploiter un bassin de petites et grandes entreprises de menuiserie qui étaient inexploitées. Sauf pour le contreplaqué moulé qui implique l'utilisation de techniques de pointe, des autoclaves et qui requiert que les locaux soit climatisés, sur la base d'une conception préétablie, la construction des avions en bois pouvait se retrouver dans des ateliers de menuiserie et dans n'importe quel autre atelier qui aurait consenti à former son personnel et à s'équiper des machines nécessaires.

## Les hydravions à coque

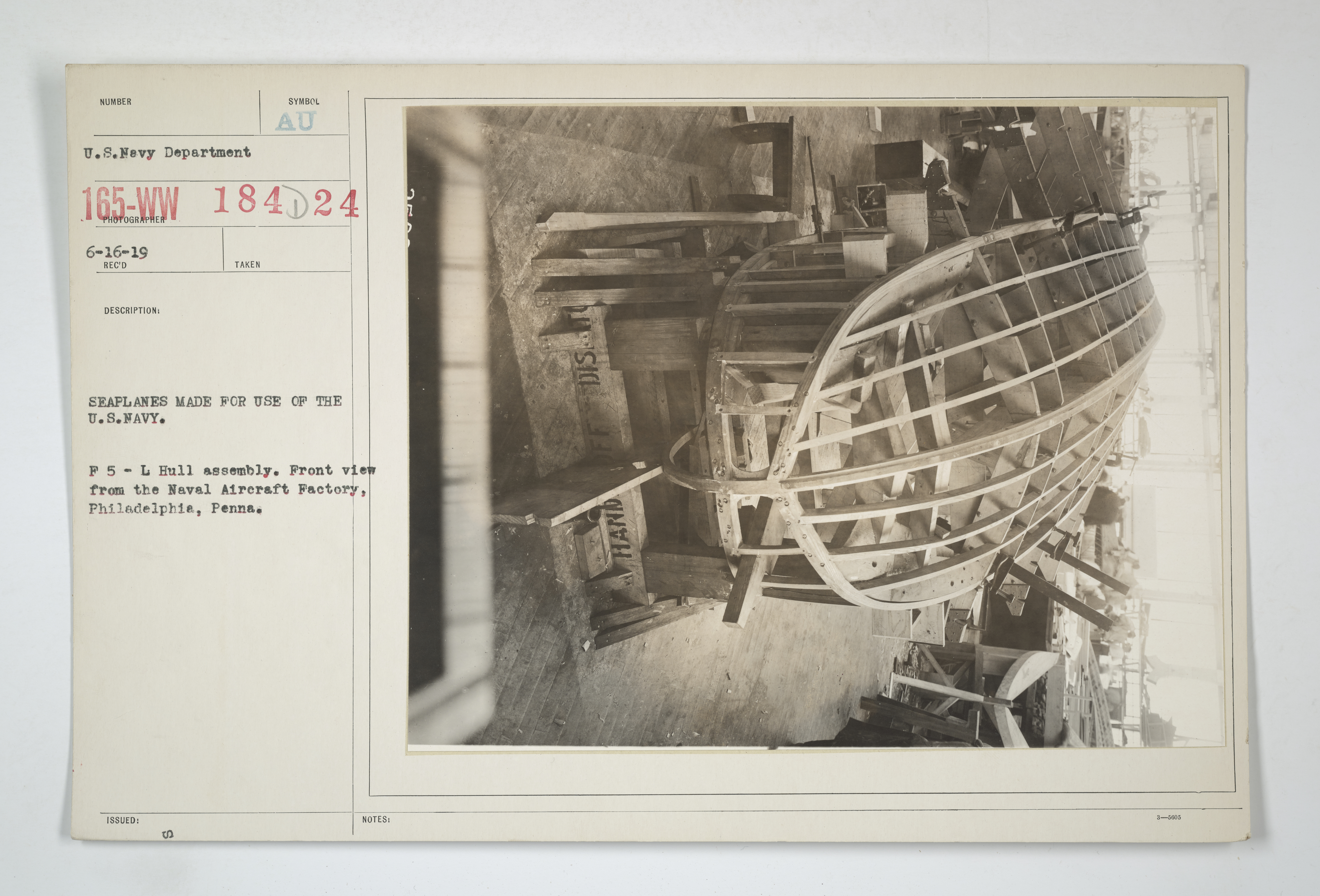
Assemblage de la coque du Felixstowe F5L. Naval Aircraft Factory, à Philadelphie. 1920

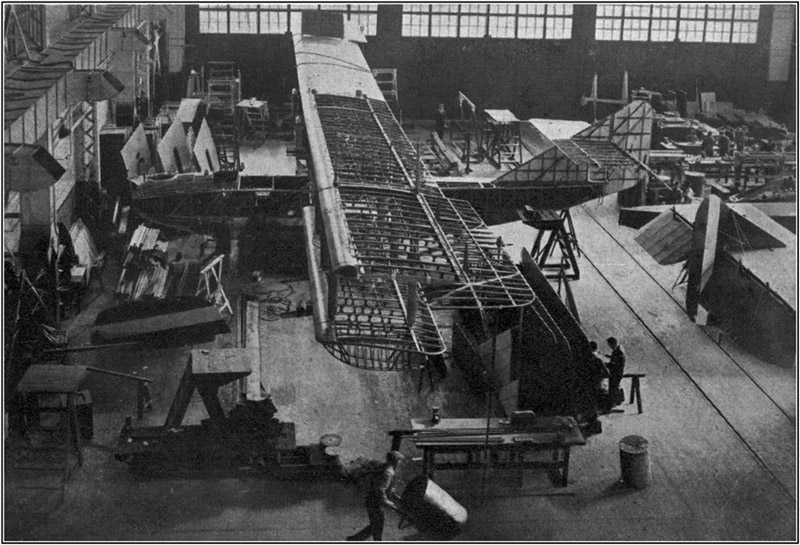
Felixstowe F5L; 1920

Les premiers hydravions à coque, les flying boat, sont développés dès 1913 et vont connaître un essor important pendant la Première Guerre mondiale. L'US Navy souhaitait disposer d'un avion capable d'effectuer de longs vols au-dessus de l'océan, pour effectuer des missions de lutte anti-sous-marine, mais aussi des vols transatlantiques autonomes, car le transport maritime était alors conditionné par les sous-marins de l'Empire allemand.
Les flying boat sont véritablement des bateaux, qui en reprennent le vocabulaire de quille, de couples, de bordage et de coque. Il y a en plus des exigences habituelle pour un avion, des exigences multiples de flottabilité et de stabilité en mer; la coque devait être suffisamment robuste pour résister au martèlement et à l'utilisation brutale pendant les séquences de décollage et d'atterrissage. Beaucoup de ces exigences induiront des méthodes de construction radicalement opposées. Les paramètres de conception incluaient poids, voilure, vitesse, donnée par des moteurs de plus en plus puissants. À la Seaplane Experimental Station de Felixstowe (en) les coques d'hydravions étaient fabriquées par des constructeurs de bateaux et livrées nues à l'usine d'avions ; aussi par Rennie Forrestt à Wivenhoe, qui en 1909 avait échoué a construire le premier hydravion britannique (le Humphreys Biplane). Le Curtiss H4 construit à Felixstowe était en épicéa et recouverte d'un bordé d'acajou qui recevait plusieurs couches de vernis.
Une centaine de Felixstowe F.2, basés sur le H4 vont être construits par S. E. Saunders, une société britannique d'ingénierie marine et aéronautique basée à East Cowes, île de Wight. Samuel Edgar Saunders, en 1899, avait fait breveter pour ses navires, un matériau composite léger assimilable à du contreplaqué, le Consuta, préfiguration de ce que seront les procédés Duramold pour la Seconde Guerre mondiale. S. E. Saunders est d'abord un constructeur de marine et Consuta sera d'abord utilisé pour des navires.

### Curtiss N-C

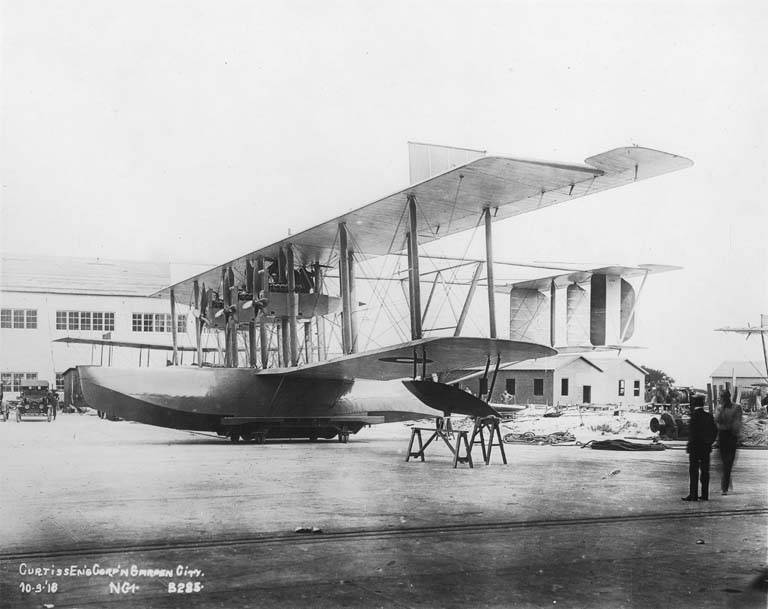
Curtis NC-1 flying boat, New York, 3 Octobre 1918.

En 1917, la Navy et la Curtiss Aeroplane and Motor Company proposèrent l'un des plus gros biplans alors produits, le Curtiss NC; il a fallu pour la construction de cet hydravion, mener diverses investigations portant sur les choix des longerons de voilure, haubans d'aile, nervures d'aile, haubans de compression, ferrures métalliques, stabilisateurs pour le support de queue et diverses autres pièces des surfaces de la coque et de la queue. Un longeron de voilure en épicéa en forme de caisson a été retenu, choix basé sur le poids pour une résistance donnée.
L'aluminium fut à cette époque systématiquement écarté car en 1917 ce n'était pas encore un matériau d'approvisionnement sûr. En raison de la profondeur de la section de l'aile et de la corde de 12 pieds, la meilleure construction sembla être celle dans laquelle les nervures étaient constituées de chapeau de nervure (capstrips) en épicéa, utilisés pour former les surfaces supérieure et inférieure, reliés entre eux au moyen de petits éléments verticaux et diagonaux en épicéa disposés sous la forme d'une construction en treillis.
À tous les joints entre les éléments de treillis verticaux et diagonaux et les couvre-joints, un emballage en lin fut fixé aux éléments en épicéa au moyen de colle de peau Keystone qui les fit tous collaborer structurellement. Des entretoises de compression et mâts d'aile de section carrée en épicéa furent choisies. Des ferrures métalliques articulées spéciales furent fixées aux extrémités de ces entretoises, et reliées à l'axe neutre des longerons de voilure. Le fuselage fut réalisé en frêne et en épicéa. À cette structure de fuselage furent fixés des planchers, des lisses de plancher, des quilles et des carlingues latérales, ainsi que l'ossature pour supporter le pont de la coque.
La coque fut compartimentée au moyen de cinq cloisons en acajou 2 plis équipées de portes étanches. Aux points où les poutres d'aile furent fixées, ces cloisons furent convenablement contreventées avec des bandes d'épicéa et des sangles d'acier de sorte que le poids de la coque était réparti entre les cloisons et les longerons de voilure sans produire de tension excessive sur une partie de la structure. Le bordé inférieur de la coque était en acajou amer deux couches avec entre elles une couche de batiste et de colle marine. Pour donner la résistance requise avec un poids minimum, le bordé de fond de coque était composé de différentes épaisseurs allant d'un minimum de 1/8 de pouce à un maximum de 1/4 de pouce.

## Les avions monocoques

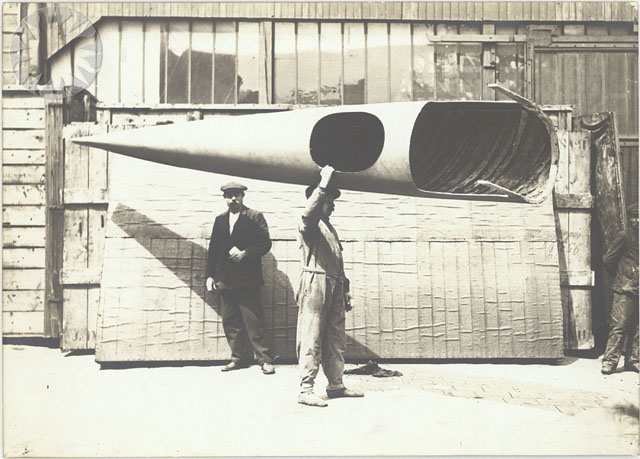
Deperdussin Monocoque. Un ouvrier porte à bout de bras un fuselage monocoque en contreplaqué moulé, à l'extérieur des Ateliers Deperdussin. La monocoque était constituée de trois couches de placage en tulipier et pesait 22 kilogrammes. 15 juin 1912.

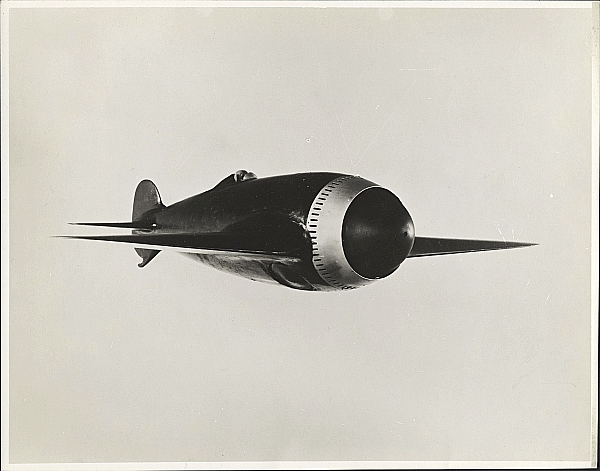
de 1922

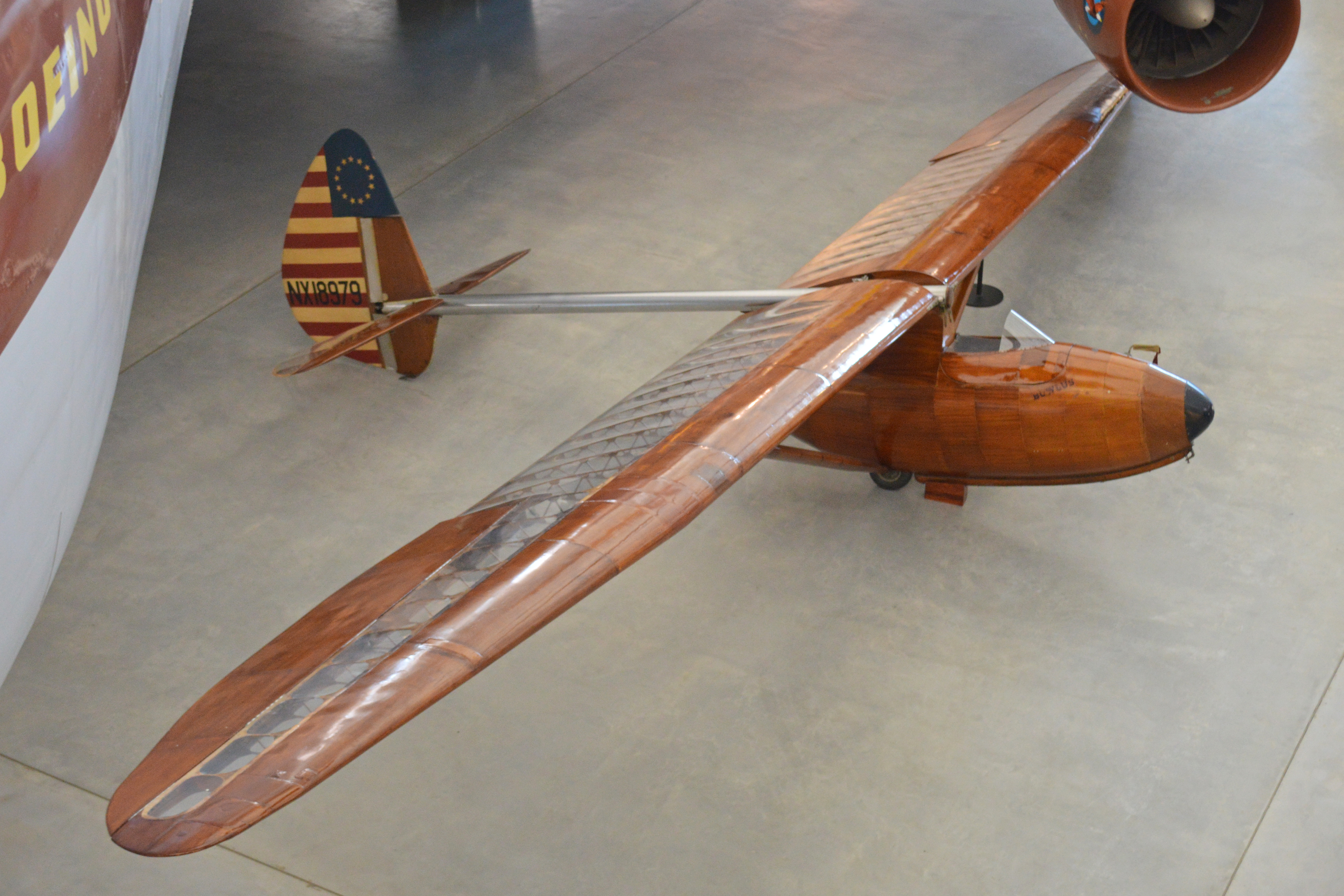
Bowlus BA-100 Baby Albatross. NX18979 de 1938. Centre Steven F. Udvar-Hazy.

Les techniques de contreplaqué moulé à partir du milieu du XIXe siècle s'étaient progressivement développées dans la conception de mobilier. L'utilisation la plus importante du contreplaqué sur le plan technologique des années 1910 à 1945 alla à la conception des avions. Des avions radicaux emploient le contreplaqué moulé dans la construction des premiers fuselages d'avion fermés et profilés. Ces coques en contreplaqué moulé – appelées « monocoques » – étaient suffisamment solides pour être autoportantes, ce qui signifie que les avions n'avaient pas besoin de structure interne importante ni de contreventement. Des fuselages monocoques en contreplaqué vont être utilisés pour tous les avions de course à succès compris les avions Curtis (Curtiss R3C) et le vainqueur italien de la Coupe Schneider de 1926, le Macchi M.39 ; ainsi que pour certains avions militaires réussis de Grande-Bretagne, de France et d'Allemagne. Une nouvelle technique de moulage au sac est expérimentée par Jack Northrop pour le fuselage du Loughead S-1 de 1928 (cette technique dès 1916 aurait été menée avec succès dans le fuselage moulé complet du LWF model V); cette même technique sera reprise à partir de 1927 par les avions à succès les Lockheed Vega, Air Express, Explorer, Sirius, Orion et Altair, sur base d'un même moule unique; aussi en Angleterre pour les de Havilland Albatross, de Havilland DH.98 Mosquito de 1941, et ses successeurs les Hornet et Vampire.
Le LFG Roland D.VI construit à la fin de 1917 a une coque construite selon la technique de bordage à franc-bord, apparue comme un moyen de faire face aux pénuries de contreplaqué subies par l'Allemagne en raison du blocus naval allié. C'est le seul avion monocoque de ce type.
Hawley Bowlus pour les premiers exemplaires du Baby Albatross (en) de 1938, a façonné les courbes complexes de la nacelle du fuselage, en vissant et clouant sur un cadre en contreplaqué, des morceaux de contreplaqué finis en acajou dont les chants étaient façonnés en sifflet pour augmenter la surface de collage. De la colle de caséine a été employée. Par la suite, pour la production en série des kits de montage, Bowlus sailplane emploiera la méthode de moulage de Jack Northrop, chez Lockheed. Le boom de queue était une extrusion d'Alcoa en alliage d'aluminium 17ST.

### Panneaux sandwich

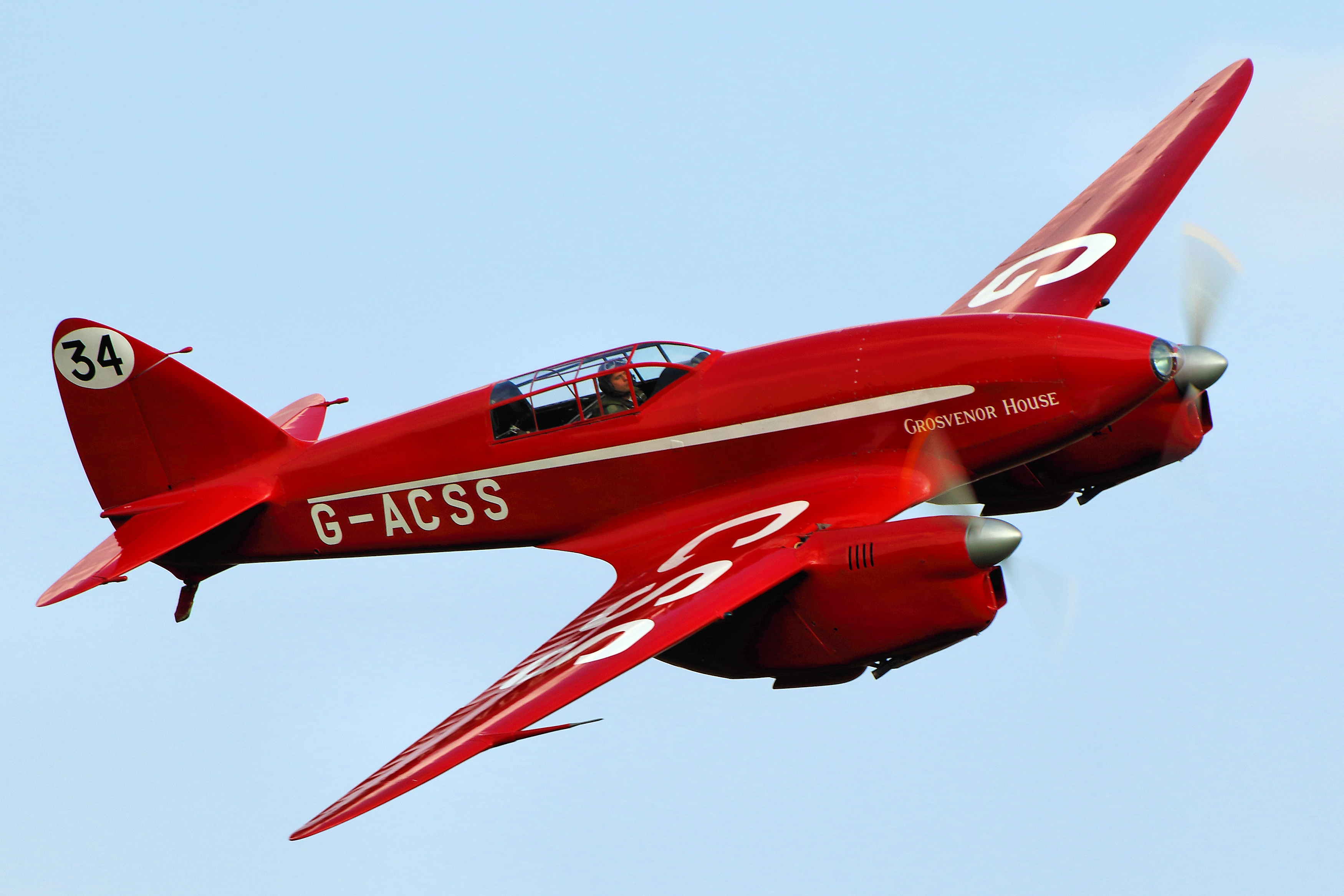
de Havilland DH.88

En 1924, Theodore von Kármán et Paul Stock ont les premiers breveté un système de panneau sandwich, assigné à l'Aachener Segelflugzeugbau GmbH de Hugo Junkers: Pour la construction de structures légères, telles que des cellules d'avion, le brevet prévoyait d'agencer des couches extérieures de papier kraft, de fibres ou de bakélite autour d'un matériau de remplissage tel que le liège, ou du bois léger tel que le bois de balsa. À la suite de von Karman, S.E. Mautner a réalisé les premières expériences de structures composites en contreplaqué moulé et en liège, dans les usines aéronautiques de Schneider-Creusot en France. À la suite de ces expériences, en 1938, à Paris, au Salon de l'Aéronautique, a été présenté un planeur monoplan entièrement fuselé avec des ailes adoptant une structure sandwich,,,. On pense qu'aux États-Unis, le premier aileron de type sandwich a été construit en 1939 par Skydyne, Inc., détenteur des brevets de Mautner. Norman de Bruyne initie en Angleterre le travail qui aboutit plus tard au Mosquito. Le concepteur en chef de De Havilland, Ronald Eric Bishop (en), est le premier à utiliser le principe du sandwich dans un avion propulsé, utilisé dans le fuselage du de Havilland DH.88 « Racer », de l'Albatros et dans l'aile et le fuselage de leur successeur, le Mosquito. Pour ces avions, le noyau du sandwich était en bois de balsa tandis que les parements étaient constitués de contreplaqué de bouleau, reliés aux noyaux par collage au moyen d'une résine phénolique.  Un sandwich métal-bois a été appliqué dans les panneaux de plancher du Fokker F27. 

## Amélioration des colles
La colle a été utilisée pour les premiers avions, pour joindre les nombreux petits détails en contreplaqué et en bois nécessaires à la fabrication des cadres structurels typiques. Une aile de monoplan vers 1930 en bois pouvait comporter plus d'un millier de joints collés. Le collage dans l'aviation en bois était utilisé pour bon nombre des raisons qu'il est utilisé aujourd'hui, telles qu'efficacité du poids, facilité de fabrication, load path redundancy et tolérance aux dommages. Il était beaucoup plus facile d'assembler des détails en bois et de maintenir une résistance élevée dans les substrats en les collant, qu'il ne l'était en utilisant des clous, des vis ou des boulons.
Bon nombre des préoccupations des débuts de l'industrie aéronautique en bois sont similaires à celles d'aujourd'hui : qualité et consistance et durée de vie de la colle, préparation de la surface du substrat, épaisseur de la ligne de liaison, compétence d'application, exigences de durcissement, et résistance en service et à l'exposition à l'humidité. Des spécifications détaillées contrôlant les matériaux et les processus ont été données par l'armée, plus tard adoptées par la construction civile. De nouvelles méthodes d'évaluation de la résistance et de la qualité se développent aussi aux États-Unis par le Forest Products Laboratory, qui deviendront la base des spécifications fédérales et navales pour les colles de contreplaqué résistantes à l'eau.
Depuis les années 1930, les défenseurs des structures d'avion en bois avaient souligné que l'inconvénient fondamental lié à la construction en bois provenait des adhésifs couramment utilisés - les colles de caséine et d'albumine sanguine — qui étaient sujets à la détérioration par l'humidité, les champignons et l'action bactérienne, surtout dans les conditions humides des pays tropicaux. La colle de caséine, était fréquemment utilisée ; durcie elle était quelque peu résistante à l'eau, mais se dégradait dans des conditions humides à long terme ; elle était également sensible au mouillage et au séchage répétés et sujette aux attaques fongiques lorsqu'elle était maintenue humide ; des conservateurs furent ajoutés pour empêcher les attaques fongiques, mais l'impermanence inhérente de la colle est restée un facteur défavorable tout au long de son utilisation dans les avions.
Les premiers avions étaient relativement fragiles à bien des égards et étaient choyés pour de nombreuses raisons, de sorte que la sensibilité de la colle n'était pas une limitation incontournable. D'autres colles naturelles courantes à l'époque, notamment dans le contreplaqué , telles que la colle d'amidon et les colles de poisson, ne seront pas utilisées pour la structure des avions car elles étaient encore plus sensibles à l'humidité.
Au fur et à mesure que la chimie des polymères progressait dans les années 1930 et 1940, des adhésifs synthétiques plus solides et plus durables tels que les premiers phénols, Urée formaldéhydes et résorcinols supplanteront les colles naturelles dans la fabrication d'avions en bois. À cette époque, cependant, le métal avait commencé à remplacer le bois comme matériau dominant pour la fabrication d'avions. Le contreplaqué mêlé à des adhésifs de résine améliorés va offrir aux concepteurs et aux constructeurs d'avions un matériau qui ne se fend pas, a une bonne stabilité dimensionnelle, une résistance répartie, et une facilité de mise en œuvre pour être plié, cintré et formé. À la même époque des assemblages métalliques seront eux aussi collés.

## Première Guerre mondiale
Environ 170 000 avions furent construits lors de la Première Guerre mondiale. Tous étaient en bois, couverts des tissus aéronautiques. Anthony Fokker, fabriqua les premiers avions en métal, dont les ailes étaient en bois. Les premiers avions tout métal sont de Hugo Junkers, en 1915. L'Amérique emboîte le pas de l'Allemagne vers une conception en métal dans les années 1920.

## Entre-deux-guerres
La production d'avions de ligne en bois a brusquement été arrêtée à la suite du crash du vol de Transcontinental & Western Air Fokker (en)  de 1931 dans lequel est tué le footballeur Knute Rockne ; le Fokker F.10 impliqué dans l'accident avait des ailes en bois, et le crash a été attribué à une défaillance structurelle de l'aile; les longerons de voilure en lamellé-collé de l'aile trop exposée à l'humidité. Les crashs étaient fréquents à cette époque, mais la notoriété immense de Knute a joué contre le bois, et par la suite, l'utilisation du bois pour les avions de ligne a été, en effet, réglementée et la technologie des métaux légers poussée en avant. C'était avant que l'on produise le Lockheed Vega tout en bois et avant les adhésifs de synthèse.

## Seconde Guerre Mondiale
A l'entrée de la guerre, en Europe comme en Amérique, le regard était tourné vers l'aluminium et les nouveaux matériaux synthétiques. Le bois avait cessé d'être un matériau d'avenir pour l'aéronautique; mais il participait de la mystique associée à l'aéronautique. Le contreplaqué moulé avait été expérimenté dès les années 1910, mais il ne se retrouva par la suite que dans les avions de course de la Coupe Schneider. L'avion de série le plus remarquable de la fin des années 1920 en contreplaqué moulé est le Lockheed Vega, largement associé à la légende de Amelia Earhart, de Jack Northrop, ou de Hubert Wilkins (qui a nommé une chaîne de montagne en son honneur, les « Lockheed Mountains » près de Cape Northrop (en)!).
Au début de la Seconde Guerre mondiale, le contreplaqué est un matériau moderne ; mêlé de résine synthétique il est même parfois appelé plastique. La réalisation la plus remarquable de la Seconde Guerre mondiale est le de Havilland DH.98 Mosquito, « The Wooden Wonder », construit sur le même principe de moulage que le Lockheed Vega. Le fuselage du Mosquito est fait de placage standard de chaque côté d'un noyau de balsa. Étant donné que le balsa n'a virtuellement aucune résistance structurelle propre, le placage de bois, généralement de l'épicéa, du bouleau ou de l'acajou, supporte en fait les tensions. Le balsa stabilise simplement les plis, en les espaçant, transformant en fait l'ensemble de la section en un seul longeron caisson. L'impact des structures en sandwich sur l'aviation n'a été ressentie que plus tard ; ce retard était dû en partie à la difficulté d'inspecter le collage de la structure sandwich à l'aide de techniques non destructives, une difficulté qui a été surmontée dans les années 1970.
La conception en bois du Mosquito, ainsi que celle de tous les planeurs cargos alliés (appelés « Flying Trees »);, aussi en bois, se révèlera un atout lors de l'apparition des premiers radars allemands, sa structure en bois le rendant difficilement détectable contrairement aux avions à structure métallique (furtivité).

Le bois est principalement utilisé pendant la Seconde Guerre mondiale parce que les ateliers de menuiserie étaient inexploités. Au début de la guerre, le métal, les métallurgistes et les usines métallurgiques étaient insuffisants, mais le bois, les ouvriers du bois et les industries du bois étaient disponibles. Sauf pour le contreplaqué moulé qui implique l'utilisation de techniques de pointe, des autoclaves, et qui requiert que les locaux soient climatisés, sur la base d'une conception préétablie, la construction des avions en bois pouvait trouver son chemin dans des ateliers de menuiserie, mais aussi dans n'importe quel usine qui aurait consenti à former son personnel, à investir dans les machines adéquates. 

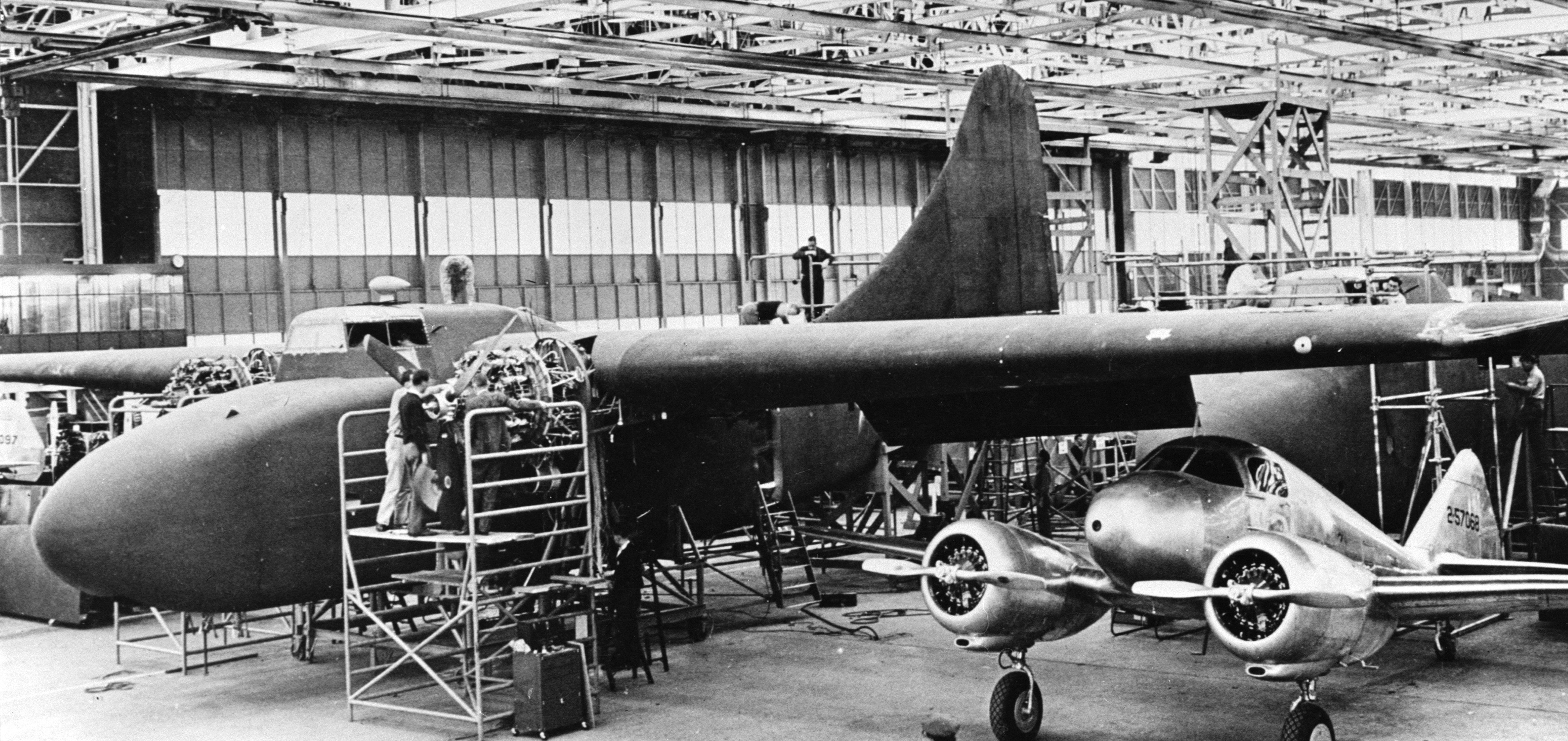
Curtiss C-76, tout en contreplaqué.

En Angleterre par exemple la fabrication d'une partie des Horsa de 1941 sera attribué à un grossiste de meuble, Harris Lebus. Pour le de Havilland DH.98 Mosquito, beaucoup de parties, tels que les volets de contrôle, les bords d’attaque des ailes et les portes de soutes à bombes seront fabriquées à High Wycombe dans le Buckinghamshire, grâce à son industrie du meuble bien établie. Ainsi 5 000 Mosquito sur les 7 781 unités produites, seront constitués par des pièces fabriquées à High Wycombe. Tous les planeurs tant américains que britannique seront en bois (appelés « Flying Trees ») ; aux États-Unis, une partie des CG-4A sera construite par la H. J. Heinz Company à Pittsburgh alors réputées pour ses cornichons, etc. Beaucoup de prototype d'avion resteront au stade de prototype comme Curtiss-Wright C-76 Caravan (tout en contreplaqué, il devait être construit par la Baldwin Piano Company, qui par ailleurs construira le Aeronca PT-23) ;  

### En Angleterre
Le Royaume-Uni ainsi maintiendra ses flottes aériennes de combat avec succès, contre toute attente, par son utilisation intensive de la construction en épicéa laminé. Sur l'ensemble de la production d'avions au Royaume-Uni en 1944, environ 17 % seront en bois, 83 % en métal ; pour les autres que les avions d'entraînement, environ 10 pour cent seront en bois. Tous les avions d'entraînement (à l'exception des fuselages des Avro Anson et de Havilland DH.82 Tiger Moth) et les planeurs seront de construction entièrement en bois. Les principaux avions en bois en production ou en utilisation seront le de Havilland Mosquito, Airspeed AS.10 Oxford, Avro Anson, Miles M.9 Master, Miles M.14 Magister, Miles M.25 Martinet, Armstrong Whitworth Albemarle et de Havilland DH.82 Tiger Moth; et l'un des principaux planeurs sera le Airspeed AS.51 Horsa.
Cette utilisation intensive du bois est une conséquence logique du besoin d'augmenter la production d'avions en cas d'urgence, ce qui nécessitait une utilisation efficace maximale de tous les matériaux et installations. Même les avions à prédominance métallique utilisaient souvent pour certaines pièces des quantités considérables de bois et de contreplaqué. Le bombardier Lancaster utilisera 40% de bois aero (un contreplaqué collé au Tego film) par avion en plus que le Mosquito. Du point de vue des performances, les avions et les planeurs en bois seront satisfaisants ; le Mosquito, remarquable,.
Automne 1941, l'effort de guerre britannique dépendra des approvisionnements en contreplaqué du Wisconsin, pour construire les avions de Havilland Mosquito, Avro Anson et Gloster. Pour faciliter l'effort soutenu de la Grande-Bretagne pendant la Seconde Guerre mondiale, les États-Unis créeront le Programme de prêt-bail. Par ce programme les placages et le contreplaqué du Wisconsin seront envoyés à l'étranger pour être utilisés dans la fabrication des avions britanniques. Notoirement les presses à contreplaqué avaient été importées depuis l'Allemagne avant la guerre.

### Aux États-Unis
Au début de la seconde guerre mondiale, aux États-Unis, les longerons en bois et autres éléments de charpente avec revêtement en contreplaqué étaient encore utilisés dans les ailes et le fuselage des avions d'entraînement militaires. Le plus gros de l'industrie aérospatiale avait migré vers le métal. Mais comme pour le Royaume-Uni, le bois était inexploité.

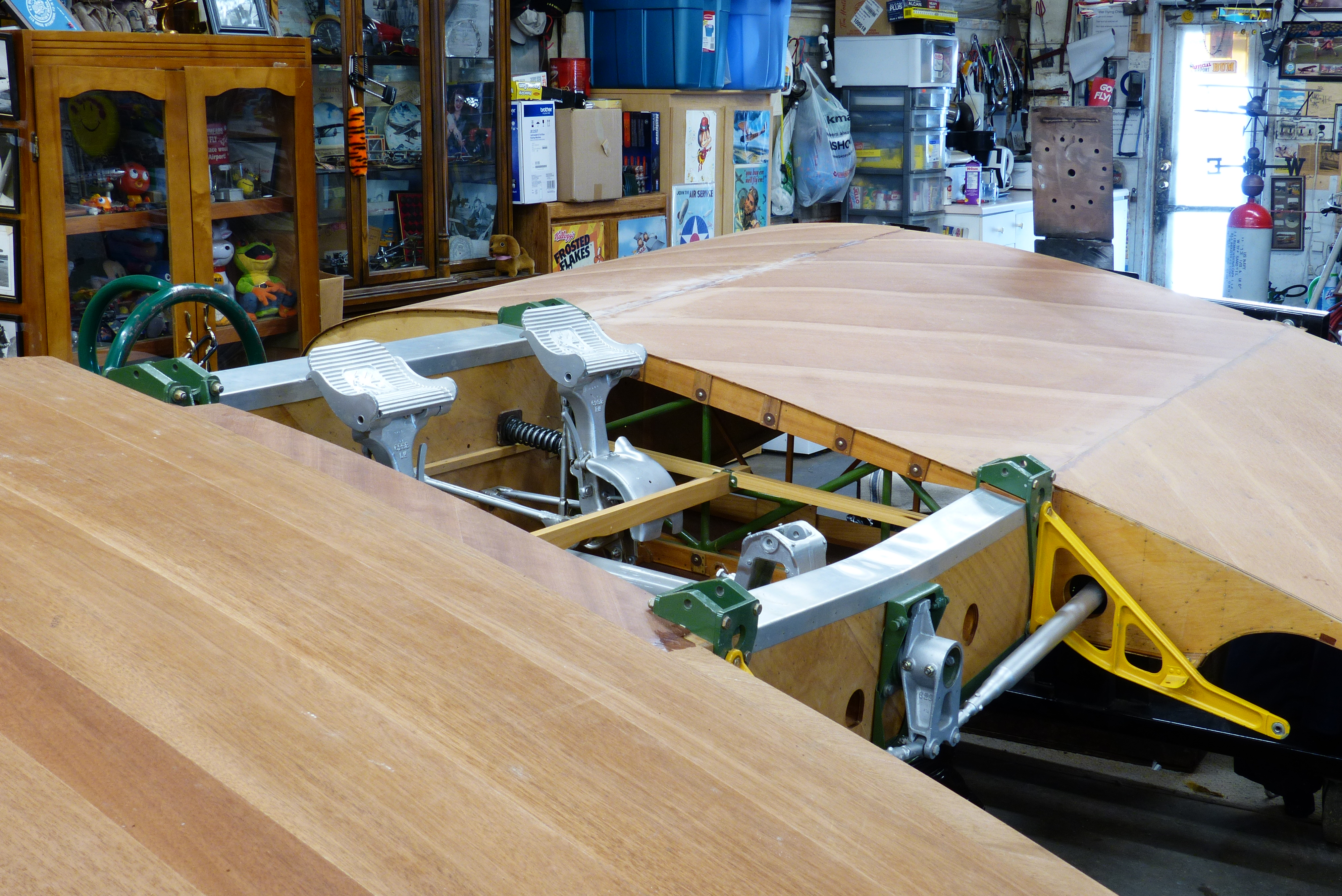
Fairchild PT-19 Cornell. Restauration des ailes.

L'attention des constructeurs d'avions aux États-Unis, s'est portée début de la guerre sur des méthodes de moulage de contreplaqué, sous pression de fluide ; des procédés de moulage qui sont en 1941 encore au stade expérimental mais pour lequel un développement rapide était attendu. Ces pièces en contreplaqué moulés devraient former des revêtements de poids acceptable, et seraient sécurisées contre le froissement et le flambage auxquels les métaux sont soumis. Le contreplaqué pourrait être façonnées en courbes composées, disponibles jusque là uniquement grâce à l'utilisation de métaux légers estampés et martelés. De telles peaux en contreplaqué, variables d'une partie de surface à une autre en fonction des exigences de résistance, devraient former une coque à haute efficacité tant aérodynamique que structurelle et ne nécessiteraient que des éléments de charpente légers pour la supporter.

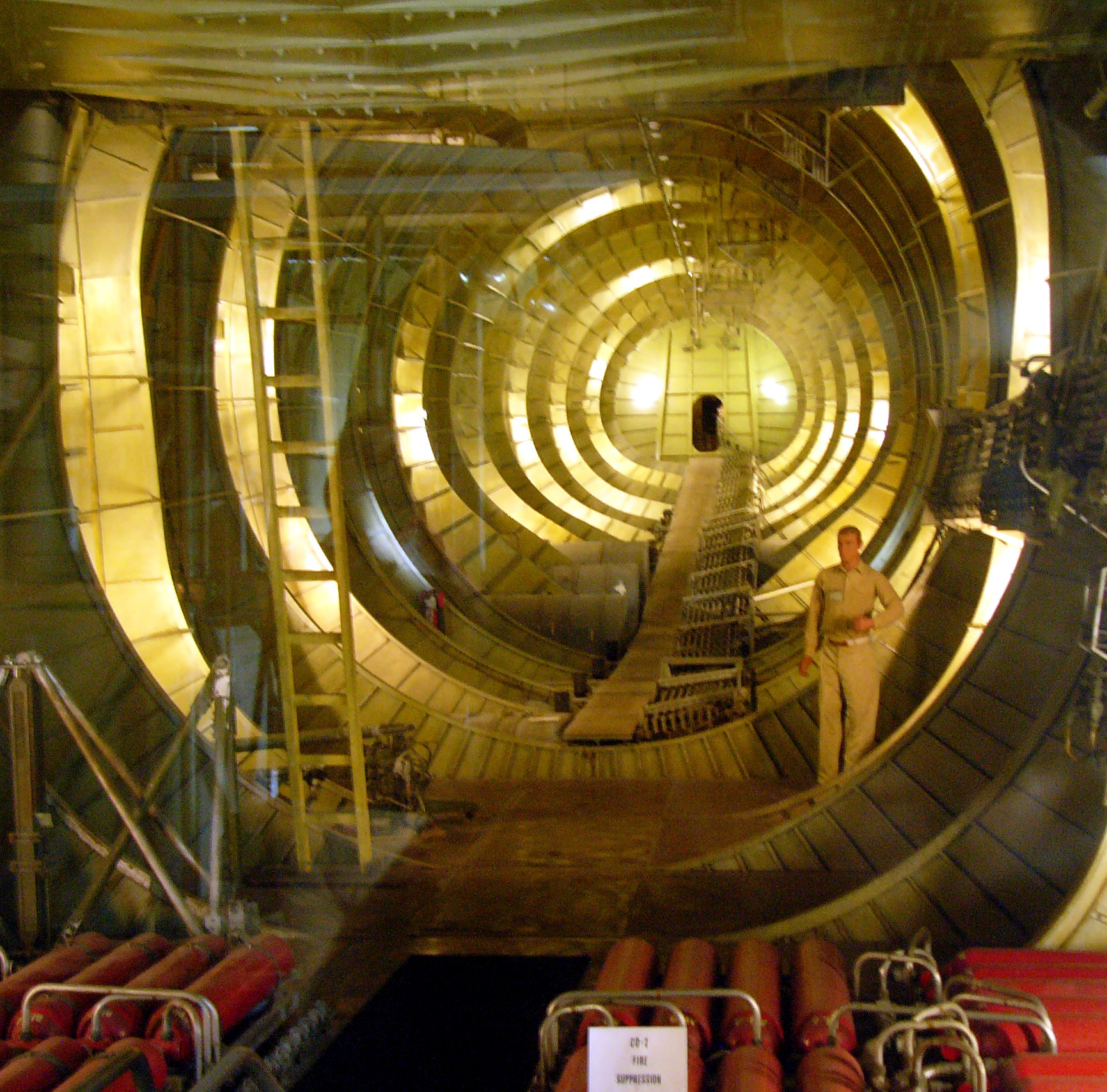
Evergreen Aviation & Space Museum - H-4, « Spruce Goose ». Intérieur.

Le contreplaqué moulé sera produit selon plusieurs techniques qui sont souvent désignées spécifiquement, comme les procédés Duramold, Vidal Welwood, Aeromold (de Timm Aircraft (en), le Timm N2T Tutor par exemple) ou « vacuum-bag processes». D'autres termes parfois utilisés pour décrire la technique sont « bag-molding », « autoclave molding »,« tank molding ». L'expression la plus inclusive serait peut-être « fluid-pressure molding ». Le procédé Duramold développé par Haskelite, conjointement avec Fairchild, et sponsorisé par Howard Hughes, sera utilisé pour la fabrication du H-4 Hercules, un hydravion à coque le plus grand avion en bois jamais construit ; commencé en 1940, terminé en 1947, baptisé « Spruce Goose » par ses critiques (« L'oie en sapin »), il demeure l'un des plus grands avions au monde.
L'avion de Hughes a été construit par la Hughes Aircraft Company, Hughes Airport (en), à l'emplacement de l'actuel Playa Vista, à Los Angeles, Californie, À Los Angeles, sept compagnies, après qu'elles ont été sollicitées par les grandes compagnies aéronautiques, se sont reconverties dans la production militaire d'ensembles en contreplaqué moulé. Précédemment occupées dans le civil, dans des domaines aussi diversifié que l'ameublement (Los Angeles Period Furniture Co., Angelus Furniture Manufacturing Co. qui se diversifie en Angelus Aeronautics Co. ) , la production de mobile home (Westcraft Inc.) ou la fabrication d'équipement pour les commerces (Angelus Store Equipment Co.), elles emploieront 1 620 personnes dont 60 % de femmes (Toutes proportions gardées Boeing et les entreprises aéronautiques de la Californie du Sud emploieront près d'un quart de million de travailleurs en 1941 et un demi-million en 1944,). Pour démarrer la production de contreplaqué moulé, ces entreprises vont devoir profondément réaménager leurs infrastructures — cela inclut des systèmes de contrôle de l'humidité et de la température et l'achat ou le développement d'équipements spéciaux —, ainsi que d'embaucher et former leur personnel spécialisé. Durant 2 années (jusqu'en avril 1944, où elles devront faire le chemin de reconversion inverse), ces sociétés vont produire des assemblages en contreplaqué pour les avions d'entrainement BT-15 de Vultee Aircraf à Downey et Lockheed Ventura, le bombardier B-24 de Consolidated Aircraft à San Diego, le planeur Waco CG-4 et les exemplaires planeur cargo expérimental de General Airborne Transport, le XCG-16.
Fondation du designer Charles Eames et reprise par l'industriel de Détroit et passionné d'aviation Edward S. Evans, la Molded Plywood Division de Evans Products à Venice prendra en charge la construction du General Airborne Transport XCG-16 tout en bois et contreplaqué moulé de Hawley Bowlus, le constructeur de planeur réputé. Elle conçoit aussi des stabilisateurs horizontaux et verticaux en contreplaqué pour le BT-15 de Vultee Aircraft). La Molded Plywood Division de Evans Products produira le premier mobilier en contreplaqué moulé de Eames après la guerre et est une pré configuration du Eames Office.
La proximité de l'industrie cinématographique à Los Angeles crée un curieux mélange de genre. Dans Power Dive, film de James P. Hogan, on peut voir les ateliers de Plxweve Aircraft Corporation, un constructeur aéronautique californien qui exploitera des cellules géodésiques en longerons lamellé de pin.
Timm Aircraft (en) à Van Nuys, Los Angeles, obtint une commande pour modifier un Waco CG-4 dans une version tout contreplaqué, appelé XCG-4B qui ne fut pas suivi d'une commande de production.

## Fin?
Environ 170 000 avions furent construits lors de la Première Guerre mondiale ; tous étaient en bois, couvert des tissus. Anthony Fokker, fabrique les premiers avions en métal, dont les ailes étaient en bois ; les premiers avions tout métal sont de Hugo Junkers, en 1915. L'Amérique emboîte le pas de l'Allemagne sur le métal dans les années 1920. Les ailes en bois demeurent la norme jusque dans les années 1930, il était alors notoire qu'il était difficile de produire des ailes en acier aussi légères que celles en bois.
Le feu était la cause majeure d'accidents pendant la Première Guerre mondiale, que l'on attribuait à l'inflammabilité du bois. Toutefois lorsque les premiers avions tout métal se sont imposés, la première cause de destruction était le carburant embarqué, conjugué à la faible résistance qu'offrait l'aluminium à la chaleur. L'aluminium fond à 540°C, la moitié de la température de fusion de l'acier.
Le flambage du métal était une autre cause de soucis. Les avions à revêtement travaillant offraient un carénage lisse et une structure efficace, mais le flambage du métal demeurait un problème. La résolution du flambage impliquait un surcout qui rendait le bois attractif. Les rivets, obstacle aérodynamique étaient une autre source de soucis.
Les partisans du métal ont toujours revendiqué la durabilité comme son plus grand avantage. Le bois, dit Junkers, « est sujet au… feu et à la pourriture, et se brise lorsqu'il se casse ; il éclate et se déforme sous l'effet de l'humidité… et les joints collés se fendent ; enfin il est attaqué par les insectes ». En effet, les métaux sont en général plus durables que le bois, bien que les deux se détériorent lorsqu'ils ne sont pas protégés. Par contre, le duralumin, le métal le plus prometteur, présentait de graves problèmes de corrosion comparables aux problèmes de durabilité du bois. L'Alclad résoudra ce problème. Le contreplaqué moulé montrera sa pertinence jusque dans les années 1950. Le remplacement du bois par le métal sera finalement idéologique : le métal était devenu le matériau d'avenir et synonyme de progrès.
Avec des avions plus puissants, plus rapides et emportant des charges plus importantes, des avions à réaction, hélicoptères de première génération, fusées/missiles, peu après la Seconde Guerre mondiale, des avions à cabine pressurisée pour le vol à haute altitude dans les années 1940, d'autres critères que le rapport résistance/poids, tels qu'une rigidité et une durabilité élevées vont devenir des critères importants de choix de matériaux,. Les progrès de la technologie d'étirage de tubes en aluminium à paroi mince vont donner à l'aluminium un avantage de performance qui sera lui-même surpassé par les polymères renforcé de fibres de carbone: un Boeing 747 contenait 80% d'aluminium; un Airbus A350 contiendra 52% de composite à matrice polymère (PMC) (en).
Le bois, continue d'être un matériau acceptable pour la construction de petits avions ; le bois est une ressource renouvelable attrayante, potentiellement disponible en quantité suffisante pour soutenir la production de petites cellules d'avion, avec de faibles besoins en énergie ; le revêtement en tissu est une sorte de compagnon naturel du bois pour cette application. Certains épouvantails du passé ont été dépassé: la détérioration insidieuse et invisible des propriétés mécaniques des structures en bois ; l'inspection non destructive des bois ; pourriture et infestation ; la détérioration des tissus exposés au soleil; l'appétence pour les créatures des champs des cordages utilisés dans la couture, etc. Des programmes de reprise du développement de la technologie de construction en bois ont été suggérées dans les années 1970.